# Flavio César (álbum)
Flavio César es el nombre del álbum debut homónimo de estudio como solista grabado por el cantante y actor mexicano Flavio César. Fue lanzado al mercado bajo los sellos discográficos Sony Discos y Sony Music México el 23 de marzo de 1993. El álbum estuvo producido por Alejandro Zepeda, coproducido por Carlos Lara y Tino Geiser. donde se desprenden los sencillos: En cada canción, Tan cerca, Pienso en ti e Inovidable.

## Lista de canciones
| Flavio César |                                                |                                                                            |          |  |
| N.º          | Título                                         | Escritor(es)                                                               | Duración |  |
| 1.           | «En cada canción»                              | Carlos Lara                                                                | 3:41     |  |
| 2.           | «El beso de la araña» (Beso de Aranha)         | Michael Sullivan · Paulo Massadas · Adapt: al español: Carlos Lara         | 3:56     |  |
| 3.           | «Linda»                                        | Juan Carlos Duque                                                          | 3:57     |  |
| 4.           | «Bye, bye love»                                | Michael Sullivan · Paulo Massadas · Adapt: al español: Carlos Lara         | 3:21     |  |
| 5.           | «Historia de amor»                             | Carlos Lara                                                                | 3:41     |  |
| 6.           | «Tan cerca»                                    | Carlos Lara                                                                | 3:24     |  |
| 7.           | «Muñequita de colección» (Trocando Figurinhas) | Michael Sullivan · Paulo Massadas · Adapt: al español: Carlos Lara         | 3:36     |  |
| 8.           | «Pienso en ti» (Missing You)                   | John Waite · Chas Stanford · Mark Leonard · Adapt: al español: Carlos Lara | 3:47     |  |
| 9.           | «Es por ti»                                    | Carlos Lara · Alissa                                                       | 3:55     |  |
| 10.          | «Inolvidable»                                  | Carlos Lara                                                                | 3:46     |  |

- Datos: Q5862489